# ラモジ・フィルムシティ
ラモジ・フィルムシティ（Ramoji Film City）は、インド・ハイデラバードにある映画スタジオ。1666エーカーの土地を持ち、テランガーナ州で最も巨大な映画スタジオであり、また世界で最も巨大な映画スタジオとしてギネス世界記録にも登録されている。
1996年にテルグ語映画プロデューサーのラーモージ・ラーウが創設した。フィルムシティには撮影スタジオだけではなく、撮影セットの見学やテーマパークなどの観光施設が存在し、年間150万人の観光客が訪れている。

## 概要
ラモジ・フィルムシティは、「ハリウッドのような映画スタジオを作りたい」というラーモージ・ラーウの考えを具現化したものである。彼は土地を取得した後、美術監督ニテーシュ・ラーオを招きフィルムシティのデザインを依頼した。また、建設する際には土地に元々存在した山や木を切り崩さずにそのまま利用している。
フィルムシティ設立の数年後には、観光客を呼び集めるためのテーマパークの建設や撮影セットの解放などが行われた。敷地内には宿泊用ホテルが2つ、47の音楽ステージ、鉄道駅や寺院などの広大な常設セットが存在する。

## ギャラリー

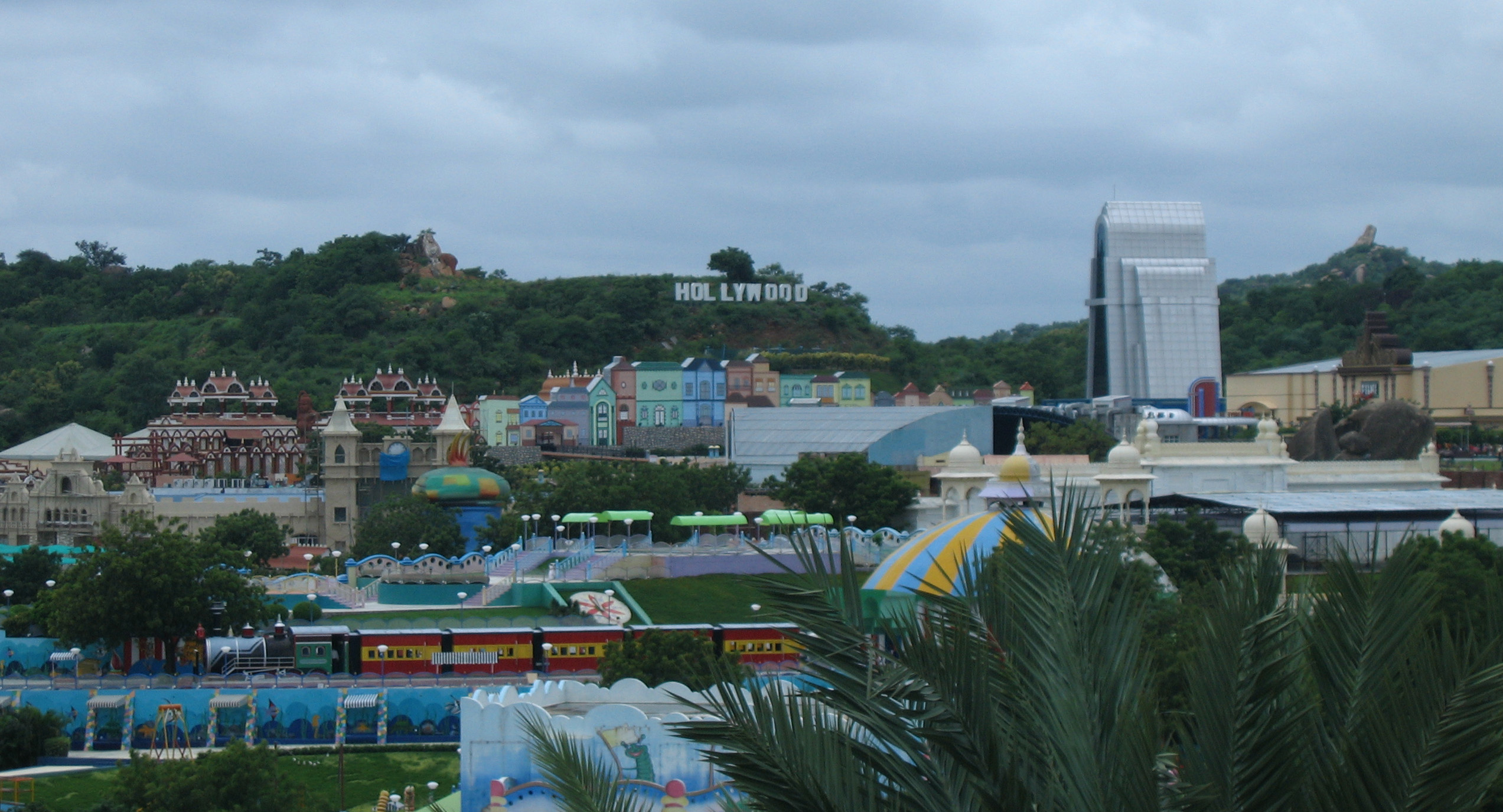
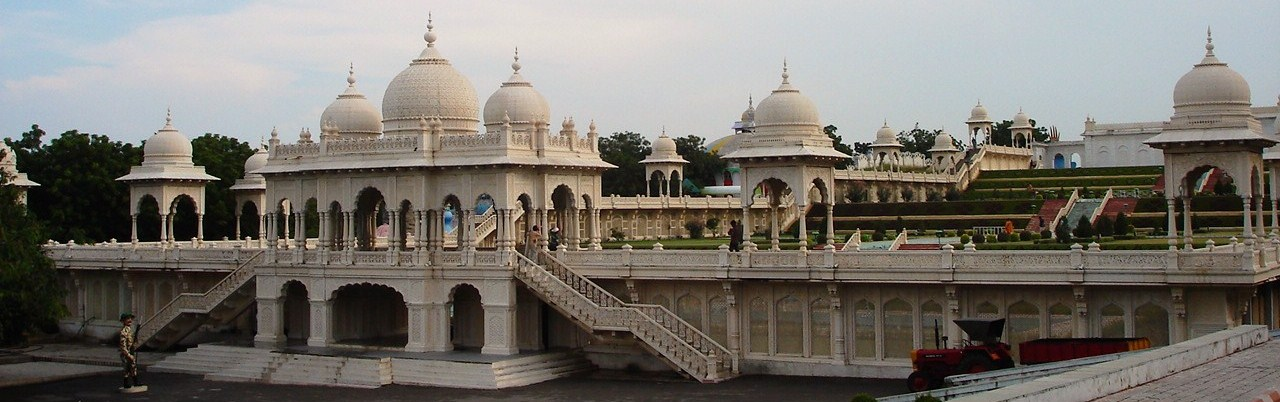
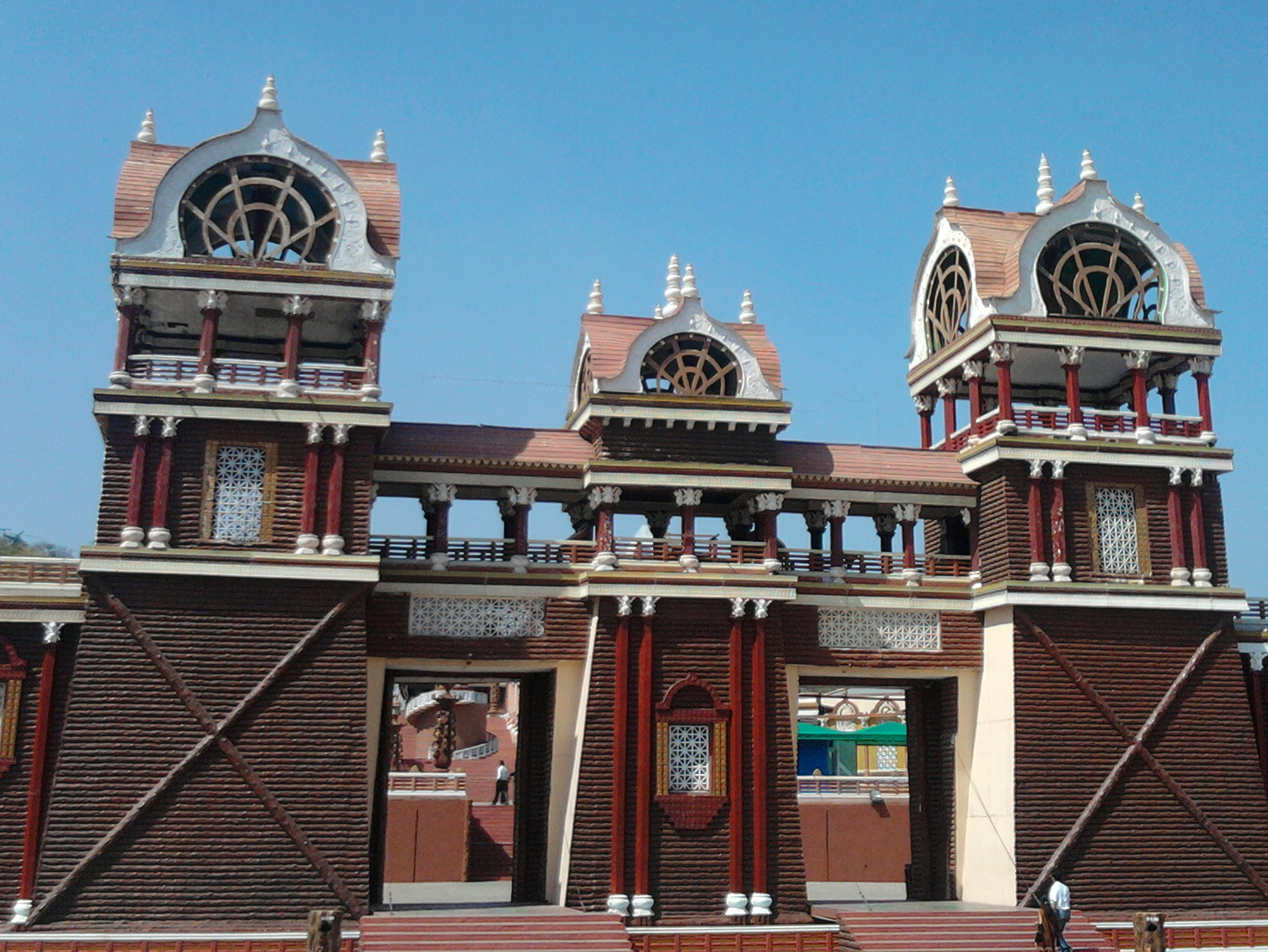
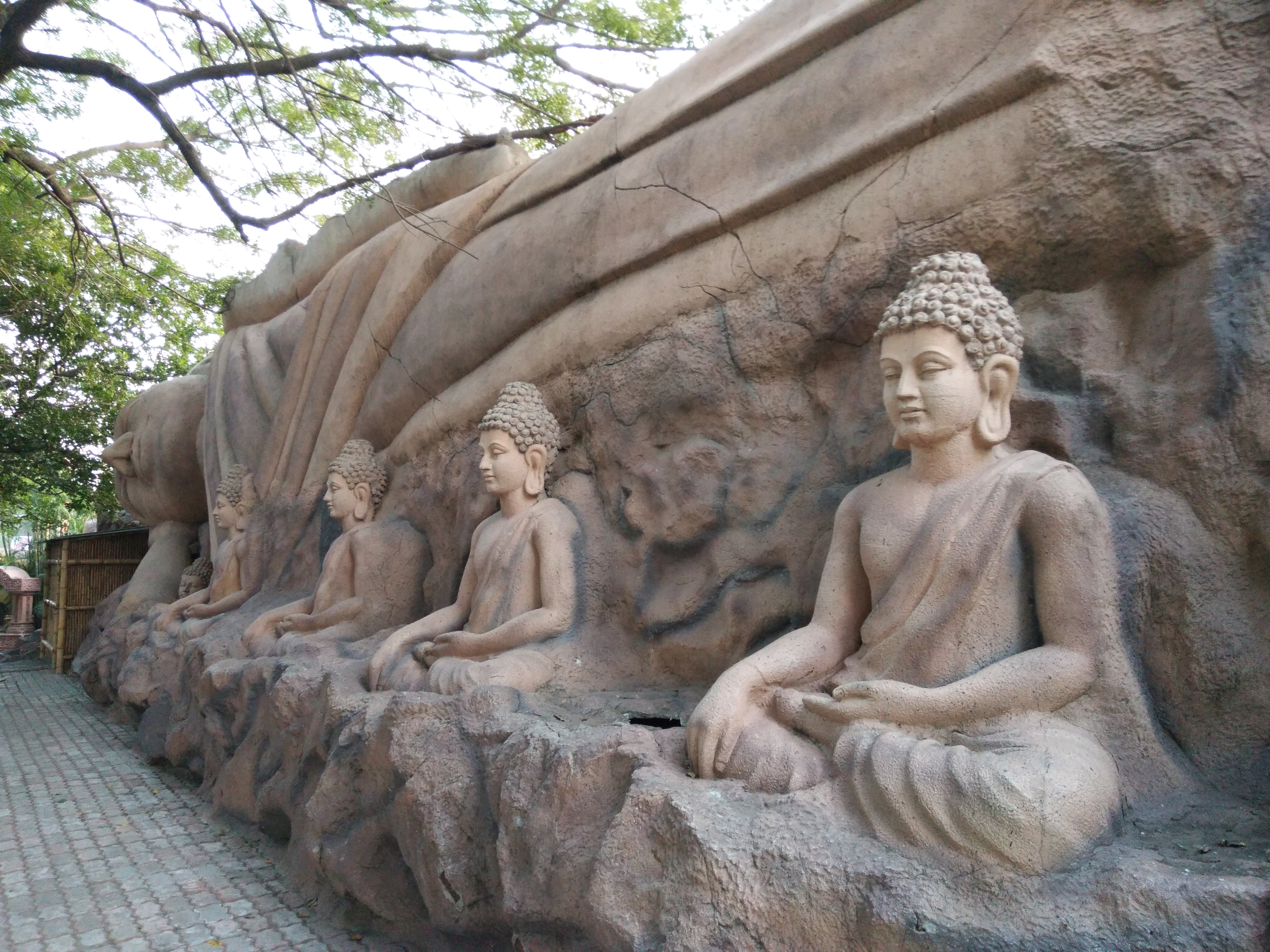
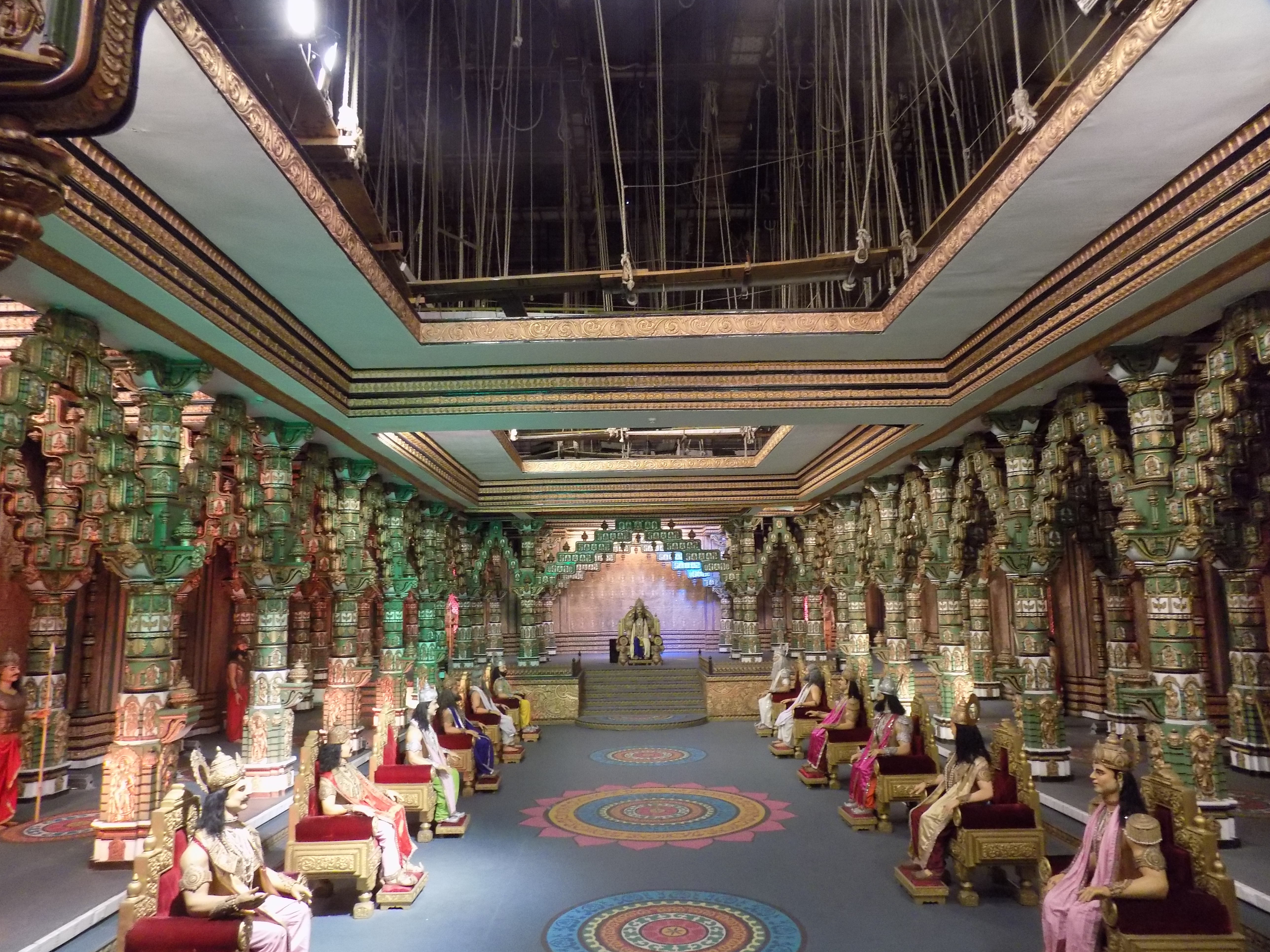
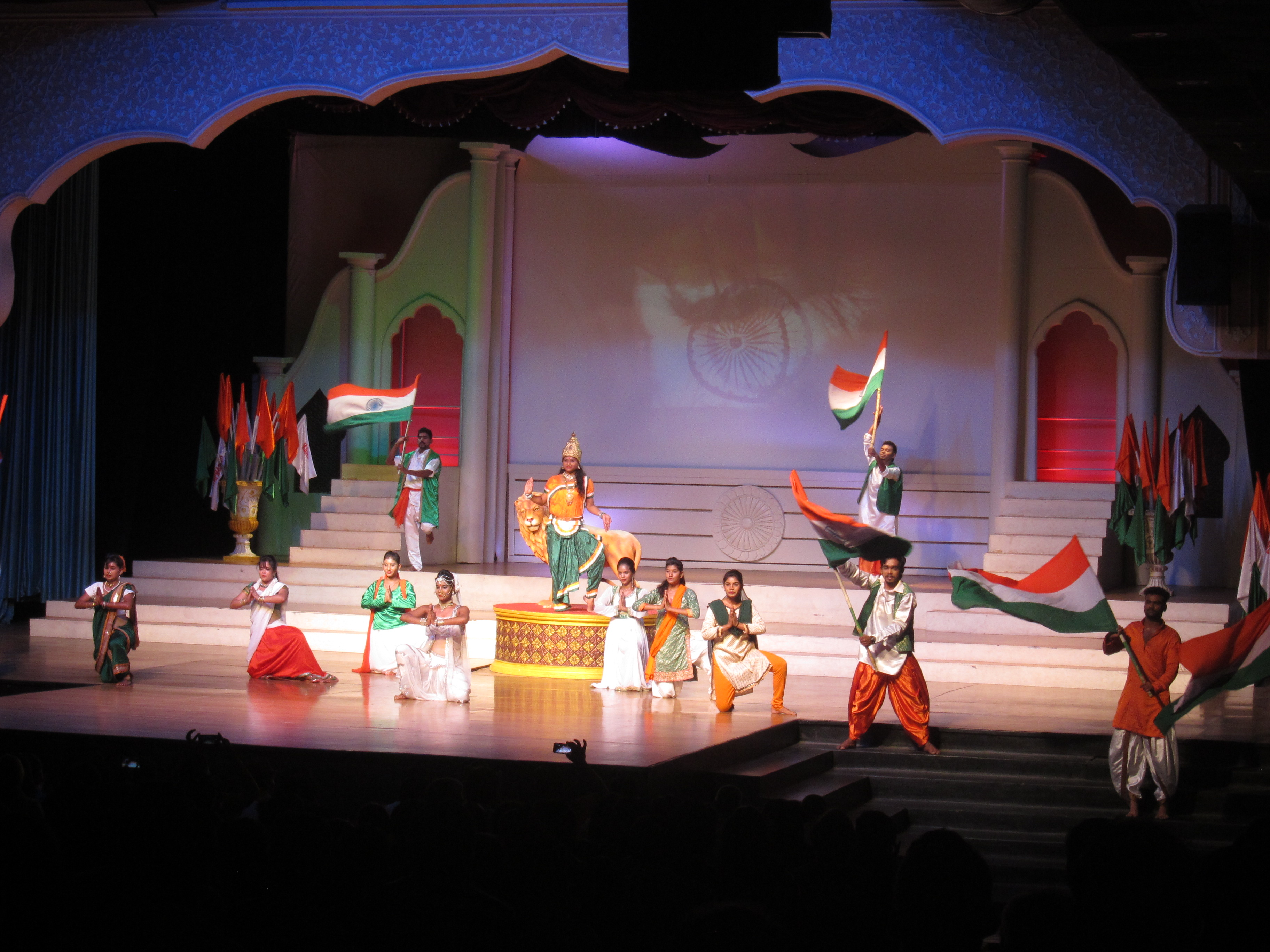